# Marcel Dubois
Pour les articles homonymes, voir Marcel Dubois (homonymie) et Dubois.
Marcel-Jacques Dubois (né le 23 mars 1920 à Tourcoing, Nord - mort le 15 juin 2007 à Jérusalem) est un religieux dominicain français, philosophe et théologien, considéré comme une « grande figure du rapprochement judéo-chrétien.

## Biographie
Au début des années 1960, le père Marcel Dubois rejoint à Jérusalem le père Bruno Hussar, fondateur de la maison Saint-Isaïe à Jérusalem, et commence à travailler avec lui, encourageant l'étude des sciences juives et du judaïsme par les chrétiens. Philosophe de formation, il enseigne à l'Université hébraïque de Jérusalem, où, « en expert de la philosophie de saint Thomas, le professeur Dubois a cherché à transmettre la sagesse de la métaphysique à des générations d’étudiants de l’Université hébraïque. » Il deviendra d'ailleurs le doyen de la Faculté de Philosophie de cette université, preuve de la confiance que les Israéliens accordent à ce dominicain hors norme, qui, pour montrer son attachement à l'État hébreu, demandera et obtiendra la nationalité israélienne en 1973.
Marcel Dubois a été consultant au Conseil pontifical pour les relations religieuses avec le judaïsme de 1974 à 1995. Il a reçu en 1988 le prix annuel de l'amitié judéo-chrétienne de France. De 1989 à 1993, il fut directeur de l’Institut Ratisbonne. 
Marcel Dubois est mort à Jérusalem le 14 juin 2007 à l'âge de 87 ans. Il a été inhumé à Beit Shemesh, en Israël, au sein de la communauté des Sœurs de Bethléem.

## Œuvres
- 1957 : Anthropologie philosophique, Paris, Forma Gregis
- 1967 : Le temps et l'instant selon Aristote, Paris, Éd. Desclée de Brouwer
- 1976 : Vigiles à Jérusalem, Apt, Éd. Robert Morel
- 1977 : Paradoxes et mystère d'Israël, Éd. de l'Olivier - Maison Saint Isaïe, Jérusalem
- 1977 : Israël, poète de Dieu, coll. racines, Éd. Robert Morel — et  Éd. de l'Olivier - Maison Saint Isaïe, Jérusalem
- 1978 :  Spiritualità del Giudaismo, Jérusalem, Franciscan Press
- 1983 : Rencontre avec le Judaïsme en Israël, 261 pages, Éd. de l'Olivier - Maison Saint Isaïe, Jérusalem
- 1984 : L'Exil et la Demeure, journal de bord d'un chrétien en Israël, (1962-1983), 260 pages, Éd. de l'Olivier - Maison Saint Isaïe, Jérusalem
- 1997 : (en) Marcel Dubois, Paradoxes et mystère d'Israël, Saint-Maur, Parole et silence (ISBN 978-2-911940-03-3 et 2-911940-03-2)
- 1998 : (en) Marcel Dubois, Paradoxes et mystère d'Israël, Saint-Maur, Parole et silence (ISBN 978-2-911940-03-3 et 2-911940-03-2)
- 2005 : FirstName Dubois, Jérusalem dans le temps et l'éternite, Les Plans-sur-Bex (Suisse) Paris, Parole et silence, 2005, 130 p. (ISBN 2-84573-264-3)
- 2006 : (en) Marcel Dubois, Nostalgie d'Israël : entretiens avec Oliver-Thomas Venard, Paris, Cerf, 2006, 418 p. (ISBN 2-204-07674-0)